# Dub
El dub es un género de la música electrónica que surgió a partir de la experimentación de la música reggae a finales de los años 1970, y que está generalmente considerado como un subgénero del reggae, aunque su desarrollo supera ampliamente el espectro de este. Musicalmente, el dub consiste fundamentalmente en música reggae con efectos electrónicos, y, en otras ocasiones, en la remezcla instrumental de grabaciones previamente existentes. Estas versiones se logran mediante la profunda manipulación y reelaboración de la toma original, normalmente a través de la eliminación de las vocales y enfatizando las partes de batería y bajo y xilifono jamaicano (a esta forma desnuda de una canción se la conoce en ocasiones como "riddim"). Otras técnicas incluyen la adición dinámica de efectos de eco, reverb, delay y ocasionalmente la inclusión de fragmentos de partes vocales o instrumentales de la grabación original o de otras. El dub también incluye en ocasiones efectos de sonido generados electrónicamente o el uso de instrumentos característicos como la melódica.

## Etimología del término
Uno de los posibles orígenes del nombre provendría de una variación en inglés, hacer una copia de un disco en otro. El proceso utilizado por los productores jamaicanos cuando realizaban dubs era utilizar material previamente no grabado, modificando el material, y posteriormente grabarlo en un nuevo máster, procediendo de hecho a transferir o "dub" el material. El término dub tenía múltiples significados en Jamaica en la época en que el género musical surge. Entre los significados más habituales, uno popular hacía referencia a una forma de baile erótico y de contenido sexual, acepción que aparece recogida en numerosas canciones de reggae como por ejemplo, "Dub the Pum Pum" de The Silvertones (donde pum pum significa genitales femeninos en argot jamaiquino) o "Dub a Dawta" de Big Joe and Fay's (significando dawta novia en argot jamaiquino).
Algunos músicos, como por ejemplo Bob Marley and The Wailers, daban su propio significado al término dub. En concierto, la orden "dub this one!" significaba "poner énfasis en el bajo y la batería". El baterista Sly Dunbar apunta en la misma dirección cuando comenta que el término dubwise quería decir utilizar sólo bajo y batería. Otra posible fuente para el término podría ser dub plate, tal y como lo sugiere Augustus Pablo. John Corbett sugiere que dub podría derivar de la palabra duppie, que en patois significa fantasma, lo cual sería ilustrado por el nombre que Burning Spear le dio a la versión dub de su álbum Marcus Garvey, llamado Garvey Ghost (significando fantasma en castellano).

## Características
La música dub incluye efectos de sonido de reverberación y delay, añadidos a un tema musical de creación propia o ya existente, acompañados muchas veces de fragmentos de las letras de las canciones originales. A veces se retiran gran parte de los vocales y se hace más énfasis en bajo y batería. Muchas veces también se incluyen otros efectos sonoros como tiros, sonidos de animales, sirenas de policía, alarmas, etc.
Es uno de los géneros musicales de música electrónica. El dub está caracterizado por ser una música de carácter ambiental con efectos de ecos creando temas musicales oversión de canciones ya existentes, con sonidos instrumentales y efectos procesados que se aplican en algunas piezas de percusión o letra, mientras que otros instrumentos pasean por el mix, entrando y saliendo de este. Es jugar con las pistas de la cinta de grabación.
Otra característica del dub es el bajo incorporado con otros sonidos graves y subliminales. Las mezclas de este género incorporan, además de efectos procesados, otros sonidos como el cantar de pájaros y ballenas, rayos y relámpagos, caer de agua, y algunas inserciones vocales externas; puede ser una mezcla en vivo hecha por un DJ, ya sea improvisada o no, aumentando el grado de detalles sonoros, creando un ambiente muy subliminal, una experiencia muy personal y espiritual.
Esas versiones hechas en dub, son por lo general instrumentales, algunas veces incluyendo partes de los vocales de la versión original. Frecuentemente, las pistas Dub son usadas por "toasters" (especie de oradores) como fondo en rimas expresivas y de gran impacto, y son llamadas remixes de DJ, esto en vivo. El que escoge las pistas y opera el tocadiscos es el Selector.
Las sesiones de música dub suelen realizarse en sistemas de sonido artesanales donde se favorecen las frecuencias más graves para el deleite y disfrute de sus asistentes. Estos sistemas de sonido empezaron a construirse en países caribeños para  posteriormente desarrollarse  en Inglaterra durante las décadas de los años 70 y 80.  Los máximos representantes de  esta evolución de la música  dub y su puesta en escena son  Channel One Sound System, Jah  Shaka y Aba Shanti.

## Versiones
La principal razón de la producción de varias versiones de una canción es la económica: un productor puede usar una grabación propia para producir innumerables versiones de esta pista dentro de una sola sesión de estudio.
Los vinilos utilizados solían ser llamados "Dubplates", que en el lado A contenían la versión original con vocales y en el lado B, la versión editada sin vocales y solo instrumental.

## Principales representantes del género
El productor King Tubby (Osbourne Ruddock) es considerado el padre del dub y tal vez sea el nombre más famoso. Lee «Scratch» Perry, fue otro importante pionero del género. Por otra parte, el inglés Mad Professor es otro importante productor. Otro nombre bastante importante del dub fue el de Augustus Pablo.
En California, Estados Unidos se dio un importante movimiento reggae-dub liderado por Sublime, y que contaba con otras bandas como Rx Bandits, Long Beach Dub Allstars, Filibuster, Halfpint o Slightly Stoopid, durante la recta final de los años 1980 y comienzos-mediados de la década de los años 1990. Easy Star All-Stars se hicieron famosos con la reinterpretación dub del clásico disco de la banda inglesa de rock progresivo Pink Floyd The Dark Side of the Moon, llamándole Dub Side of the Moon. En Italia existe cierta escena dub integrada por grupos como Dub All Sense o Almamegretta. Massive Attack, banda electrónica inglesa, ha editado un disco remixado por Mad Professor, denominado No Protection (1995), el cual fue considerado como la "re-entrada del dub en el siglo XX".
Thievery Corporation es un dúo de DJ´s que han tenido incursiones en el dub, por ejemplo el álbum The Richest Man in Babylon, del año 2002.